# Erdungs- und Kurzschließeinrichtung
Eine Erdungs- und Kurzschließeinrichtung (EuK) ist ein elektrotechnisches Anlagenteil, das nach Feststellen der Spannungsfreiheit dazu dient, ein aktives Anlagenteil allpolig zu erden und kurzzuschließen (Regel 4 der Fünf Sicherheitsregeln). Im Fehlerfall, einem Unterspannungsetzen des freigeschalteten Anlagenteils, wird die Einspeisespannung kurzgeschlossen und es kann keine unzulässig hohe Berührungsspannung entstehen. Die vorgeordneten Schutzeinrichtungen, wie beispielsweise Leistungsschalter, Schmelzsicherung, trennen das Anlagenteil von der Einspeisequelle.
Im Bereich der neuen Bundesländer wird zwischen einer freimelde- und freigabebereiten Arbeitsstelle unterschieden:
Wird nur an den Schaltstellen geerdet und kurzgeschlossen, so ist das freigeschaltete Anlagenteil "freimeldebereit". Wird zusätzlich an der Arbeitsstelle geerdet und kurzgeschlossen, so ist dieses Anlagenteil "freigabebereit".

## Ausführungen
festeingebaute EuKs

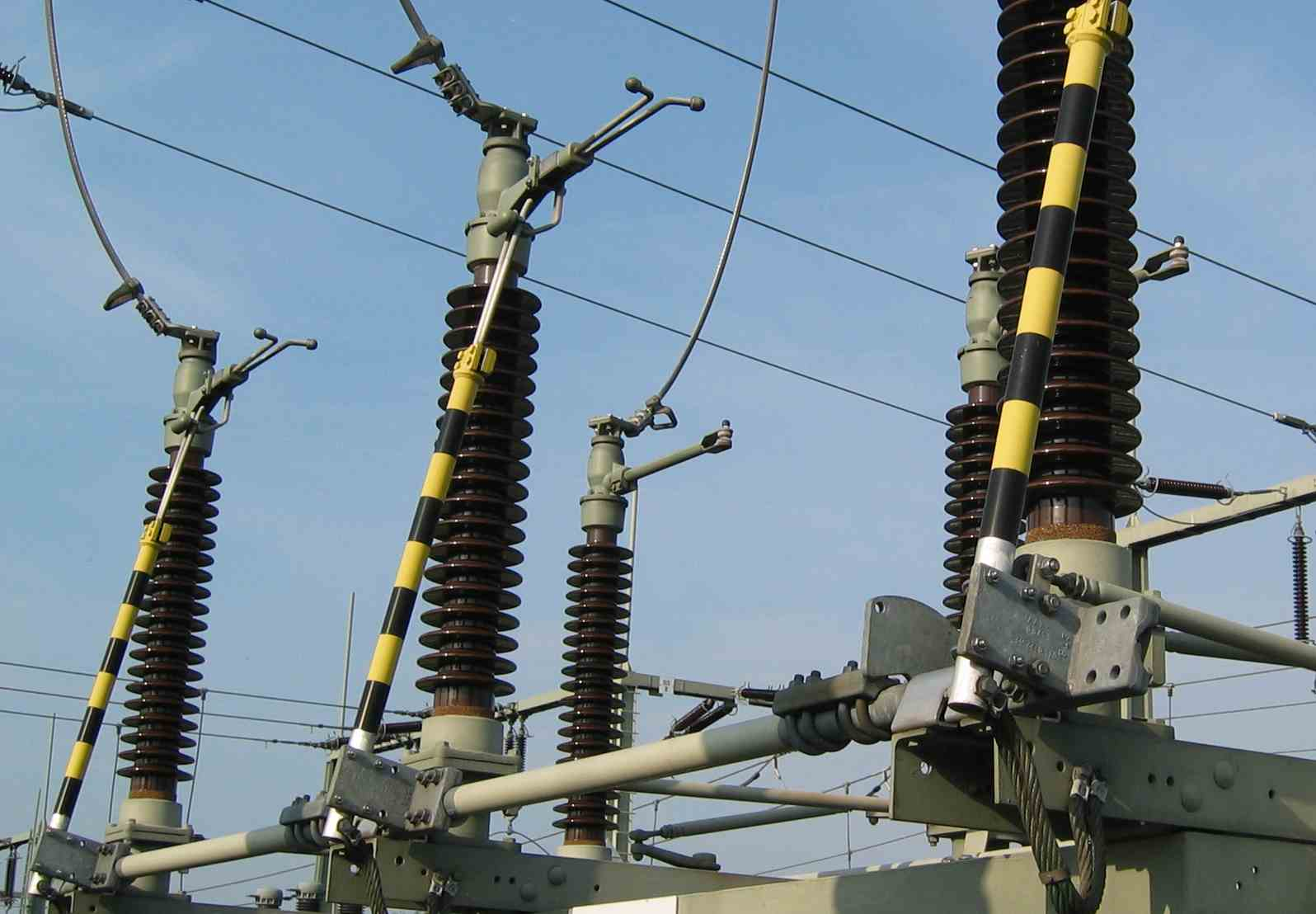
Offener 110-kV-Trenner mit aktiver EuK in Form von drei gelb/schwarzen Metallstangen, welche die von oben kommenden Leiter erden und kurzschließen

Werden mittels Motor ferngesteuert oder manuell mittels Handkurbel geschlossen und geöffnet, z. B. der Erdtrenner eines Hochspannungsschaltanlagenabganges oder einer Freileitung wie in nebenstehender Abbildung
Einschub-EuKs
Werden als Erdungs- und Kurzschließeinschübe in Niederspannungsschaltanlagen an Stelle der Einspeiseleistungsschalter eingesetzt (eingefahren)
seilförmige EuKs (Arbeitserden)
Wie die Erdungsstange oder die Erdungspeitsche werden EuKs manuell zuerst mit dem Erdpotential verbunden und danach an aktive elektrotechnische Anlagenteile angeschlossen
Mehrpolige EuKs
Werden zum Freischalten in Dreiphasensystemen benutzt, z. B. von Mittelspannungstransformatoren.

## Sicherheitshinweise
EuKs müssen den örtlichen elektrischen Auslegungsdaten entsprechend dimensioniert sein, da sie den größtmöglichen auftretenden Erd- und Kurzschlussstrom sicher halten sollen. Dabei darf keine gefährliche Berührungsspannung auftreten. Um Beschädigungen zu erkennen, sind seilförmige EuKs mit einer transparenten Isolierung ausgestattet. Manche EuKs werden turnusmäßig auf ihren Widerstand überprüft.
Seilförmige EuKs schlagen im Kurzschlussfall durch die Lorentzkraft aus. Deshalb dürfen seilförmige EuKs nicht unnötig lang gewählt und nur mit der zum Leiter (flach, rund, Schiene, Leiterseil etc.) passenden Vorrichtung hinreichend befestigt werden.
Als Sonderfall der Fünf Sicherheitsregeln Punkt 3 (Feststellen der Spannungsfreiheit) gilt: Werden einschaltkurzschlussfeste Schnellerder eingesetzt (federgesteuerte Erdungstrenner in Schaltanlagen), so gilt die Betätigung des Erders als „Feststellen der Spannungsfreiheit“, jedoch sollte dies normalerweise nicht bzw. nur im Ausnahmefall geschehen.